# 阿列克謝耶夫卡 (沃洛科諾夫卡區)
阿列克谢耶夫卡（羅馬化：Alekseyevka）是俄罗斯西部别尔哥罗德州沃洛科诺夫卡区的鄉村居民點。距離俄烏邊境11公里、區行政中心沃洛科諾夫卡18公里和州府別爾哥羅德72公里。2010年人口79。